# .40 S&W
Le .40 S&W est un calibre de cartouche développé conjointement par les fabricants d'armes américains Smith & Wesson et Winchester à la fin des années 1980. Cette munition est principalement employée aux États-Unis par les forces de l'ordre qui l'ont adoptée à l'initiative du FBI. Elle utilise des balles d'un diamètre de 0,40 pouce (soit 40 centièmes de pouce) d'une masse variant de 105 à 200 grains (6,8 à 13,0 g). Elle ne porte aucune désignation métrique officielle, mais elle est parfois appelée 10 × 22 mm. 

## Histoire
Confronté au problème de « faible pouvoir d'arrêt » du 9 mm Parabellum après une grave fusillade à Miami le 11 avril 1986 lors de laquelle les agents spéciaux Benjamin P. Grogan et Jerry L. Dove (tous deux équipés de pistolets Smith & Wesson Model 459 en 9 mm Parabellum) sont abattus et plusieurs autres grièvement blessés, le FBI cherche une munition plus performante et adopte à la fin des années 1980, une version allégée du 10 mm Auto tirée par le pistolet Smith & Wesson 1076. Malgré l'échec technique du S&W 1076, son fabricant lance une version civile de la nouvelle munition appelée .40 S&W. Ses dimensions sont intermédiaires entre le 9 mm Parabellum et le .45 ACP, le recul qu'elle développe, très proche pour les deux chargements cités ici, est toutefois supérieur au 9 mm Parabellum tout en demeurant inférieur à celui du .45 ACP. L'énergie cinétique est en revanche supérieure aux deux munitions dans son chargement le plus rapide (d'environ 25 %) et sensiblement équivalent au 9 mm et .45 ACP dans son chargement le plus lent. Le 10 mm auto ayant des performances balistiques supérieures, les partisans de ce calibre surnomment le .40 S&W « short and weak », soit « court et faible ».
Cette nouvelle munition connut un rapide succès en Amérique du Nord, notamment avec le Glock 22 lancé en 1990, qui est le pistolet le plus répandu chez les policiers des États-Unis. La compacité relative de la munition permit aux fabricants d'armes chambrées en 9 mm Parabellum de proposer à peu de frais des versions de leurs modèles en calibre .40 S&W, au prix d'une capacité de chargeur légèrement réduite. Ainsi, il existe dans ce calibre :
- des pistolets produits par les principaux fabricants d'armes (Smith & Wesson, Glock, SIG Sauer, Heckler & Koch, Walther, Beretta, CZ, Steyr, etc.) ;
- des carabines semi-automatiques de police (Beretta Cx4 Storm, Ruger PC4, Taurus CT .40) ;
- des pistolets-mitrailleurs (Taurus/FAMAE MT .40, HK MP5/40 et UMP-40).

Ces armes sont destinées en premier lieu aux SWAT et à leurs équivalents sud-américains (notamment au Brésil).
Les caractéristiques du.40 S&W peuvent varier en fonction des chargements et de la longueur du canon de l'arme qui la tire, elle présente néanmoins comme caractéristiques significatives :
- diamètre de la balle de 10 mm ;
- douille en cuivre longue de 22 mm ;
- balle chemisée de 8,7 g pour une vitesse à la bouche de 400 m/s soit 696 J ;
- balle chemisée de 11,6 g pour une vitesse initiale de 290 m/s soit 487 J.

Mensurations de la cartouche .40 S&W

## Quelques armes chambrées en .40 S&W

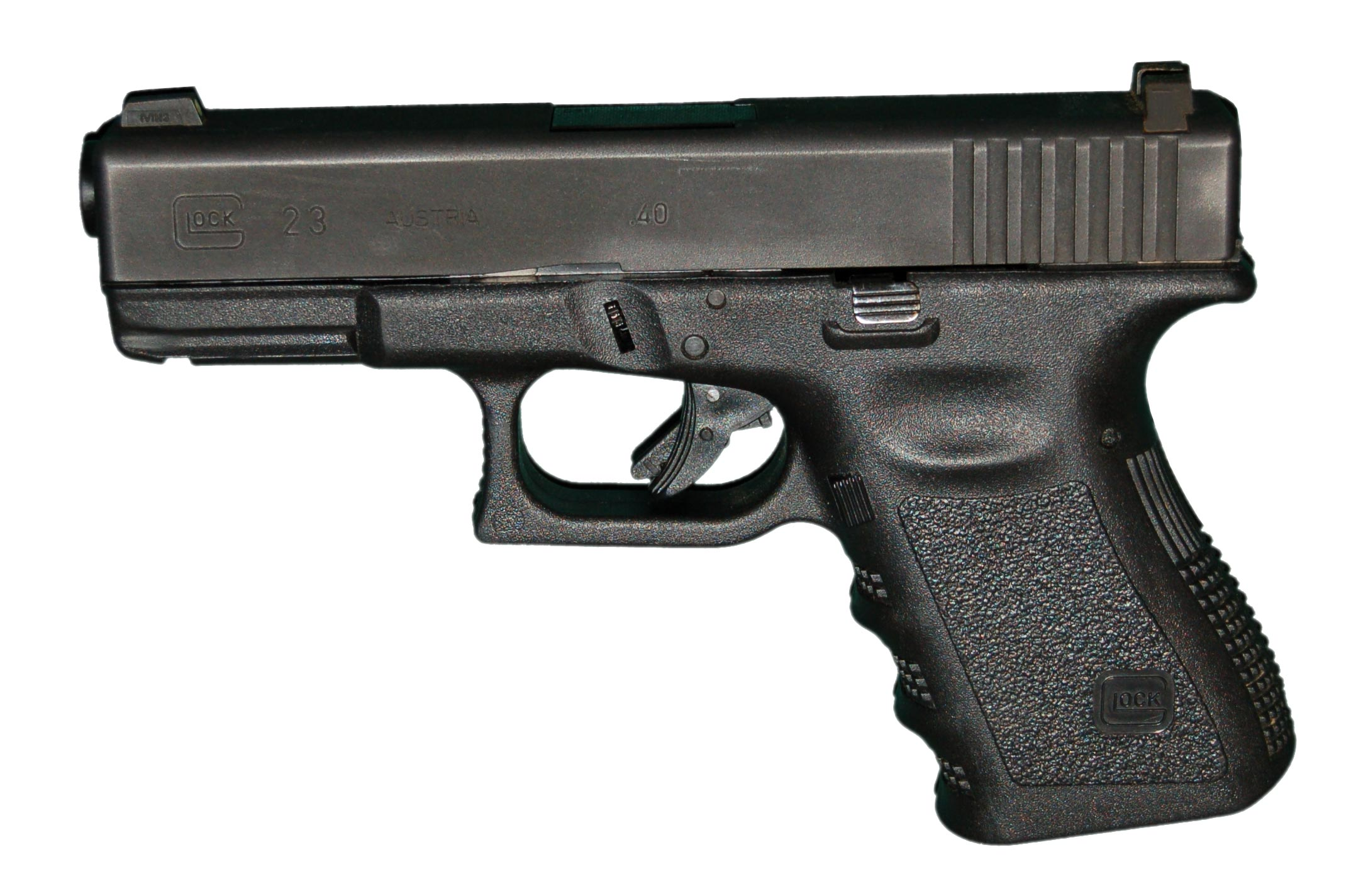
Glock 23
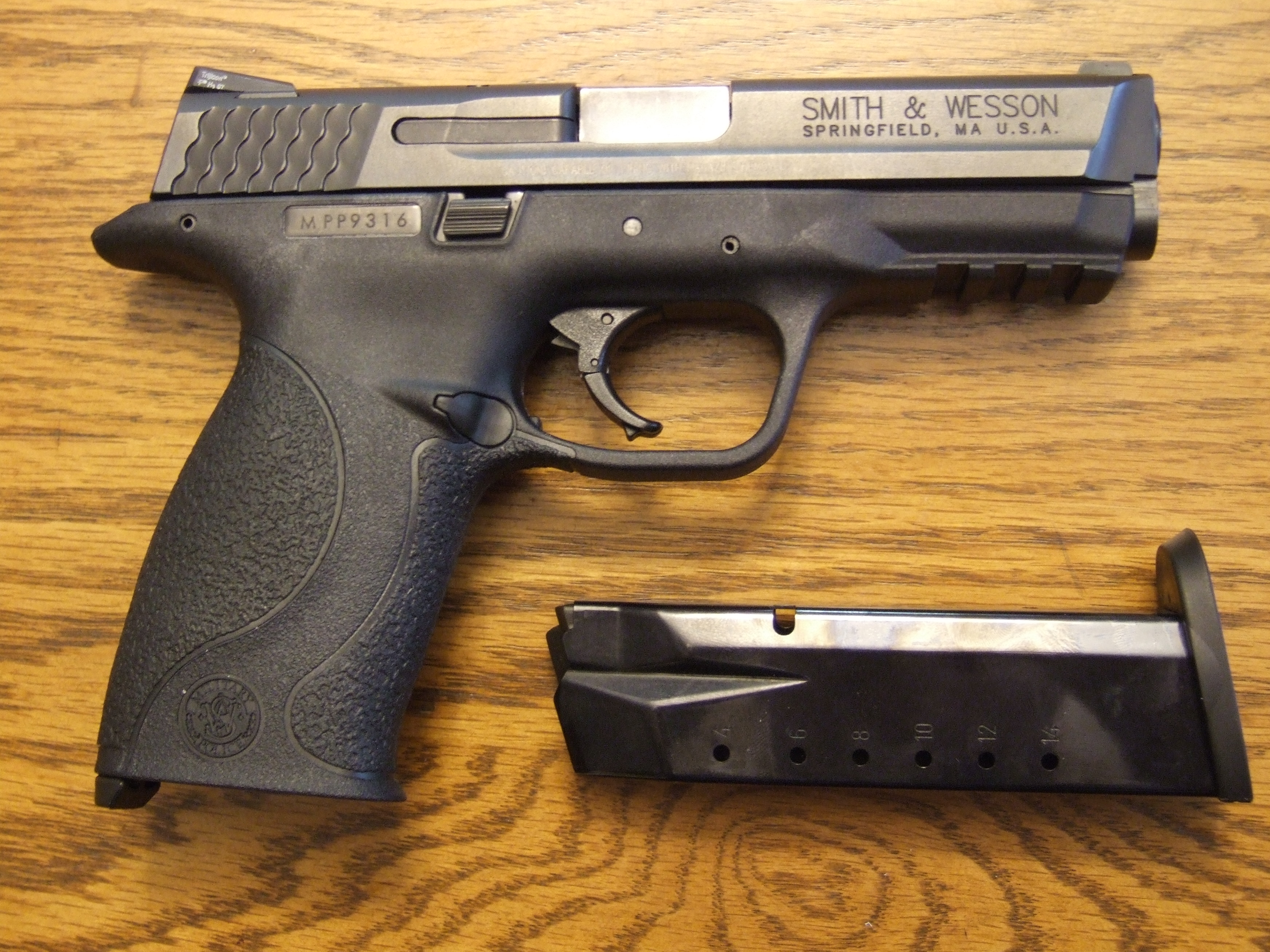
Smith & Wesson M&P

## Comparaisons du .40 S&W
Ce tableau présente les caractéristiques balistiques des munitions d'armes de poing les plus connues. La performance utile typique se base sur les caractéristiques des munitions standard du marché les plus fréquemment rencontrées, ceci à titre de comparaison.
La performance d'une munition, c'est-à-dire son impact sur la cible s'exprime en joules selon la formule E = 1/2 M.V2 où M est la masse et V la vitesse de la balle
Le recul ressenti dans l'arme, se mesure lui par la quantité de mouvement exprimée en kg m/s selon la formule Q = M.V
Ainsi une munition de calibre .45 ACP a une performance comparable à une munition de 9 mm Luger (environ 510 J), mais provoque un recul supérieur (3,87 kg m/s contre 2,89 kg m/s)
|                                        | Données balistiques (munitions du marché) | Données balistiques (munitions du marché) | Données balistiques (munitions du marché) | Données balistiques (munitions du marché) | Données balistiques (munitions du marché) | Données balistiques (munitions du marché) | Données balistiques (munitions du marché) | Données balistiques (munitions du marché) | Données balistiques (munitions du marché) | Données balistiques (munitions du marché) | performance utile typique* | performance utile typique* | performance utile typique* | performance utile typique* |
| Caractéristique                        | Diamètre balle                            | Diamètre balle                            | longueur cartouche                        | longueur douille                          | poids balle                               | poids balle                               | vitesse min                               | vitesse max                               | Energie min                               | Energie max                               | Poids                      | Vitesse                    | Energie                    | Recul                      |
| -------------------------------------- | ----------------------------------------- | ----------------------------------------- | ----------------------------------------- | ----------------------------------------- | ----------------------------------------- | ----------------------------------------- | ----------------------------------------- | ----------------------------------------- | ----------------------------------------- | ----------------------------------------- | -------------------------- | -------------------------- | -------------------------- | -------------------------- |
| unité                                  | mm                                        | pouce                                     | mm                                        | mm                                        | g                                         | Grain                                     | m/s                                       | m/s                                       | J                                         | J                                         | grain                      | m/s                        | J                          | kg m/s                     |
| Munitions de pistolet semi-automatique |                                           |                                           |                                           |                                           |                                           |                                           |                                           |                                           |                                           |                                           |                            |                            |                            |                            |
| .22 LR                                 | 5,56                                      | .223                                      | 25,40                                     | 15,60                                     | 1,9 - 2,6                                 | 30 - 40                                   | 370                                       | 500                                       | 180                                       | 260                                       | 32                         | 440                        | 200                        | 0,91                       |
| 7,65 mm Browning                       | 7,94                                      | .313                                      | 25                                        | 17,30                                     | 4-5                                       | 62-77                                     | 280                                       | 335                                       | 170                                       | 240                                       | 73                         | 318                        | 239                        | 1,50                       |
| 9 mm court                             | 9,01                                      | .355                                      | 25                                        | 17,30                                     | 6                                         | 90                                        | 290                                       | 350                                       | 280                                       | 360                                       | 90                         | 300                        | 260                        | 1,72                       |
| 9 mm Luger                             | 9,01                                      | .355                                      | 29,70                                     | 19,15                                     | 8-12                                      | 124-180                                   | 330                                       | 400                                       | 480                                       | 550                                       | 124                        | 360                        | 520                        | 2,89                       |
| 9 mm Imi                               | 9,01                                      | .355                                      | 29,70                                     | 21,15                                     | 8-12                                      | 124-180                                   | 330                                       | 400                                       | 480                                       | 550                                       | 124                        | 360                        | 520                        | 2,89                       |
| .38 super auto                         | 9,04                                      | .356                                      | 32,51                                     | 22,86                                     | 8-10                                      | 124-154                                   | 370                                       | 430                                       | 570                                       | 740                                       | 130                        | 370                        | 580                        | 3,12                       |
| .357 SIG                               | 9,06                                      | .357                                      | 28,96                                     | 21,97                                     | 6,5-8                                     | 100-124                                   | 410                                       | 490                                       | 690                                       | 820                                       | 125                        | 413                        | 692                        | 3,34                       |
| .40 S&W                                | 10,17                                     | .400                                      | 28,80                                     | 21,60                                     | 8,7-13                                    | 135 - 200                                 | 300                                       | 340                                       | 500                                       | 700                                       | 180                        | 295                        | 510                        | 3,44                       |
| 10 mm Auto                             | 10,17                                     | .400                                      | 32,00                                     | 25,20                                     | 9-15                                      | 140 - 230                                 | 350                                       | 490                                       | 680                                       | 960                                       | 180                        | 380                        | 996                        | 4,82                       |
| .45 ACP                                | 11,43                                     | .450                                      | 32,40                                     | 22,80                                     | 11-15                                     | 170 - 230                                 | 255                                       | 340                                       | 480                                       | 670                                       | 230                        | 260                        | 510                        | 3,87                       |
| .45 GAP                                | 11,43                                     | .450                                      | 27,20                                     | 19,20                                     | 11-15                                     | 170 - 230                                 | 255                                       | 340                                       | 480                                       | 670                                       | 200                        | 310                        | 624                        | 4,03                       |
| .454 Casull                            | 11,48                                     | .452                                      | 45,00                                     | 35,10                                     | 16 - 26                                   | 240 - 400                                 | 430                                       | 580                                       | 2300                                      | 2600                                      | 300                        | 500                        | 2460                       | 9,72                       |
| .50 AE                                 | 12,70                                     | .500                                      | 40,90                                     | 32,60                                     | 19 - 21                                   | 300 - 325                                 | 440                                       | 470                                       | 1900                                      | 2200                                      | 300                        | 470                        | 2150                       | 9,13                       |
| Munitions de revolver                  |                                           |                                           |                                           |                                           |                                           |                                           |                                           |                                           |                                           |                                           |                            |                            |                            |                            |
| .22 LR                                 | 5,56                                      | .223                                      | 25,40                                     | 15,60                                     | 1,9 - 2,6                                 | 30 - 40                                   | 370                                       | 500                                       | 180                                       | 260                                       | 32                         | 440                        | 200                        | 0,91                       |
| .22 Magnum                             | 5,56                                      | .223                                      | 34,30                                     | 26,80                                     | 1,9 - 3,2                                 | 30 - 50                                   | 470                                       | 700                                       | 410                                       | 440                                       | 40                         | 572                        | 430                        | 1,48                       |
| .38 Special                            | 9,06                                      | .357                                      | 39,00                                     | 29,30                                     | 8-10                                      | 124-154                                   | 270                                       | 350                                       | 300                                       | 450                                       | 158                        | 295                        | 435                        | 3,02                       |
| .357 Magnum                            | 9,06                                      | .357                                      | 40,00                                     | 33,00                                     | 8-12                                      | 124-180                                   | 380                                       | 520                                       | 780                                       | 1090                                      | 158                        | 395                        | 796                        | 4,04                       |
| .41 Magnum                             | 10,40                                     | .410                                      | 40,40                                     | 32,80                                     | 11 - 17                                   | 170 - 260                                 | 380                                       | 480                                       | 900                                       | 1800                                      | 210                        | 375                        | 956                        | 5,10                       |
| .44 Magnum                             | 10,90                                     | .429                                      | 41,00                                     | 32,60                                     | 16 - 22                                   | 240 - 340                                 | 350                                       | 450                                       | 1000                                      | 1800                                      | 240                        | 360                        | 1010                       | 5,59                       |
| .460 S&W Magnum                        | 11,48                                     | .452                                      | 58,40                                     | 46,00                                     | 13 - 26                                   | 200 - 400                                 | 465                                       | 700                                       | 2700                                      | 3800                                      | 260                        | 630                        | 3340                       | 10,64                      |

## Vers le déclin du .40 S&W?
Depuis le début des années 1990, les fabricants de munitions ont considérablement amélioré les performances du 9 mm Parabellum. À la suite de nouveaux tests approfondis dans son laboratoire de balistique, le FBI parvient en 2014 à la conclusion que les faiblesses traditionnellement reprochées au 9 mm Parabellum ont disparu et que les nouvelles munitions produites dans ce calibre (en l'occurrence les cartouches Speer Gold Dot G2 de 147 grains) ont désormais une puissance d'arrêt significative. Il est en outre apparu que les tirs étaient plus précis  avec cette munition car les agents en maîtrisaient mieux le recul. À cela s'ajoute le fait que les pistolets modernes chambrés en 9 mm Parabellum ont généralement des magasins d'une capacité supérieure à ceux prévus pour le .40 S&W.   
Le 7 octobre 2015, à la suite de ces résultats, le FBI a lancé un appel d'offres portant sur la fourniture de nouvelles armes de poing semi-automatiques chambrées en 9 mm Parabellum pour ses agents, représentant un contrat d'une valeur estimée à 85 millions $US. Le cahier des charges de cet appel d'offres (qui concerne non seulement le FBI, mais aussi onze autres agences fédérales, y compris le U.S. Marshals Service, la Drug Enforcement Administration et le département de la Défense) a fait croire à de nombreux observateurs que le pistolet P320 fabriqué par SIG Sauer serait sélectionné, mais le FBI a finalement choisi en juin 2016 un pistolet 9 mm Parabellum produit par la firme d'origine autrichienne Glock, sans doute une version proche de la 4e génération du Glock 17 (ou de sa version compacte Glock 19).  
Si le choix du FBI ne s'impose pas obligatoirement à l'ensemble des services de police américains qui ont largement adopté le calibre .40 S&W depuis les années 1990, il n'en demeure pas moins que la nouvelle expertise balistique démontrant l'efficacité des nouvelles munitions en 9 mm Parabellum a retenu l'attention des responsables des forces de l'ordre qui pourraient s'en inspirer au moment de renouveler leurs armes de service, ce qui pourrait conduire à un abandon progressif du .40 S&W.  
Le déclin ainsi amorcé par le .40 S&W risque d'affecter la popularité des armes chambrées dans ce calibre, en particulier aux États-Unis. Il semble que le prix de vente de ces armes (neuves ou d'occasion) est ainsi en train de baisser sensiblement.

## Synonymes
- .40 Smith
- .40 Auto
- * 10 × 22 mm
- 10 mm court (un sobriquet provenant du fait que le 40 S&W est une 'version courte' du 10 mm auto, de la même façon que le .380 ACP est plus court et moins puissant, mais pour le reste similaire au 9 mm Parabellum et est aussi connu comme 9 mm Kurz ou 9 mm court.)